# 陈志让

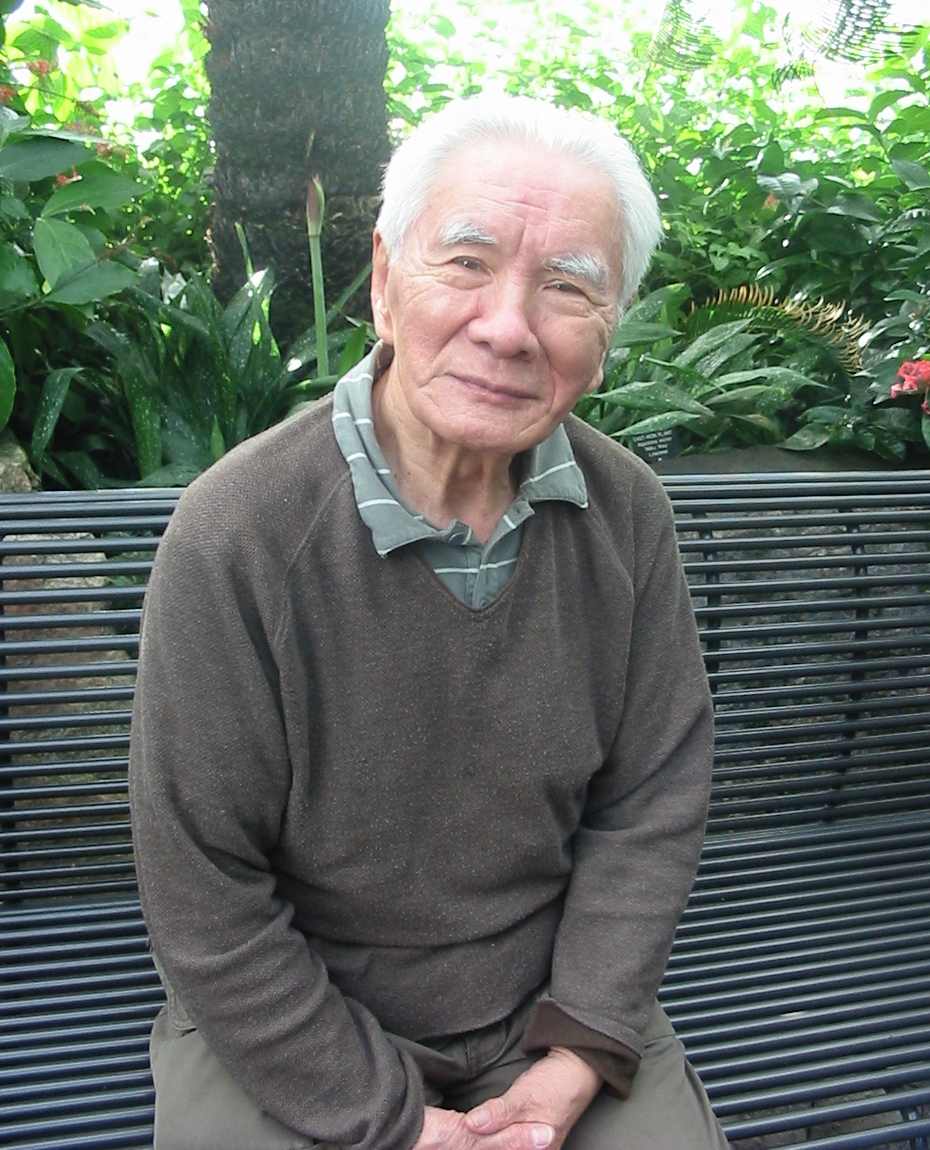
2003年12月，陈志让教授在尼亚加拉

陈志让 （英語：Jerome Chen，1919年10月2日—2019年6月17日），加拿大华裔汉学家和历史学家。

## 生平
1919年出生在四川成都，后考取南开大学，1943年毕业于国立西南联合大学经济系，1947年获得庚子赔款奖学金前往英国留学。授业于伦敦政治经济学院经济学教授弗里德里希·哈耶克门下。1950年代为BBC中文项目工作，1963年在英国利兹大学任教，1971年离开英国前往加拿大。同年担任約克大學中国史教授。1983年至1985年还是多伦多大学和约克大学亚太研究联合中心（JCAPS）主任。

## 荣誉
1981年被选为加拿大皇家学会院士，1984年被选为约克大学 (加拿大)资深教授。

## 著作
- 《军绅政权: 中国近代的军阀时期》，广西师范大学出版社，2008年，ISBN 9787563376162
- 《袁世凯传》，湖南人民出版社，2013年，ISBN 9787543890060
- 《毛泽东与中国革命》，中央文献出版社，1993年，ISBN 9787507301212